# Letana grandis
Letana grandis är en insektsart som beskrevs av Liu, Xiangwei och Wei Ying Hsia 1992. Letana grandis ingår i släktet Letana och familjen vårtbitare. Inga underarter finns listade i Catalogue of Life.